# 乍得政治
乍得政治制度中總統是乍得的國家元首，有權任命總理和內閣成員，對法官、將軍、地區官員和國有企業總裁的任命都有相當影響力。當重大而緊急的事件發生，總統在與國民議會商議後可頒布緊急狀態令。總統由全民普選產生，任期為五年。

## 行政机构
乍得宪法赋予乍得一个权力较大的行政机构，总统是乍得的国家元首，有权任命总理和内阁成员，对法官、将军、地区官员和国有企业总裁的任命都有相当影响力。当重大而紧急的事件发生，总统在与国民议会商议后可颁布紧急状态令。总统由全民普选产生，任期为五年，2005年乍得通过新宪法，废除对总统任期的限制，之前总统只可连任一次。代比总统的主要顾问大都是札加瓦人，反对党和南部各族在政府都有代表。贪污在乍得十分普遍，透明国际在2005年公布的清廉指数显示乍得是全世界贪污最严重的国家，2006年情况只有轻微改善。
2018年4月30日，乍得国民议会不顾反对党的强烈反对，通过了新宪法文本。5月4日，乍得总统伊德里斯·代比颁布了宪法，扩大了总统的权力，取消了总理职位。总统任期被延长到六年，可以连任一次。代比在2021年本届总统任期届满后，理论上还可以担任两届总统，直到2033年。
伊德里斯·德比（Idriss Deby）於2021年4月20日在前線與乍得北部的一個反叛組織一起陣亡。

## 司法机构
乍得的法律建基于法国民法和乍得的传统法律，后者不会干预公共秩序和宪法保障的平等。虽然宪法赋予乍得独立的司法系统，但大部分重要的司法人员都是由总统任命。最高法院和宪法委员会是乍得的最高司法机构，最高法院由一名经院长和其他15名成员组成，各成员都经由总统和国民议会任命，采用终身任期制。宪法委员会由9位法官组成，任期9年，委员会有权在法律、条约和国际协定实行前进行审辖。

## 立法机构
国民议会是乍得的立法机构，由155名任期为4年的议员组成，每年举行2次定期会议，分别在3月和10月开始，总理可要求进行特别会议。议员每2年会选举一名议长，现任议长是纳苏尔·盖朗杜克西亚·瓦伊杜。总统须在15天内签署或否决通过的法案。议会可经由不信任动议迫使总理辞职，如行政机构提出的法案在一年内两度被否决，总统可下令解散议会，重新举行选举。实际上代比总统透过他领导的多数党爱国拯救运动在议会中拥有相当的影响力。

## 政党
1992年取消党禁前，代比领导的爱国拯救运动是乍得的唯一合法政党。现在该国共有78个注册政党。政府在选举期间封锁独立媒体，加上选民登记的广泛违规情况促使反对党和人权组织呼吁抵制取消总统任期限制的修宪公投。
乍得国内有一些意图推翻代比，但内部分化的反政府武装。2006年4月13日，反政府武装“争取变革联合阵线”奔袭恩贾梅纳，但被政府军击退。法国是对乍得影响力最大的外国国家，在乍得有1,000驻军，代比依靠法国协助打击叛军，法国也为乍得军队提供运输和情报支援，以防止地区稳定被完全破坏。但乍得和法国的关系因为1999年美国埃克森美孚公司得到石油开采权而恶化。

## 外交
乍得于1962年同在臺灣的中華民國建交。1972年11月28日與中華民國斷交並與中華人民共和國建交。1997年8月12日乍得宣佈與中華民國復交，中華人民共和國政府宣佈中止同乍得的外交關係。2006年8月6日再次與臺北斷交並與北京建交。